# Lemuel Abbott
För porträttmålaren, se Lemuel Francis Abbott.
Lemuel Abbott, född omkring 1730, död i april 1776, var en engelsk präst och poet. Litet är känt om hans bakgrund men han var kyrkoadjunkt i Anstey i Leicestershire och kyrkoherde i Thornton. Han är ihågkommen för eftervärlden för sin diktsamling med titeln Poems on Various Subjects, whereto is Prefixed a Short Essay on the Structure of English Verse, tryckt 1765. Lemuel Abbott och hans fru var förmodligen föräldrar till den engelske porträttmålaren Lemuel Francis Abbott.

## Verk i urval
- Poems on Various Subjects, whereto is Prefixed a Short Essay on the Structure of English Verse.[1] Samuel Creswell, Nottingham 1765.